# St.-Viti-Kapelle (Uelzen)

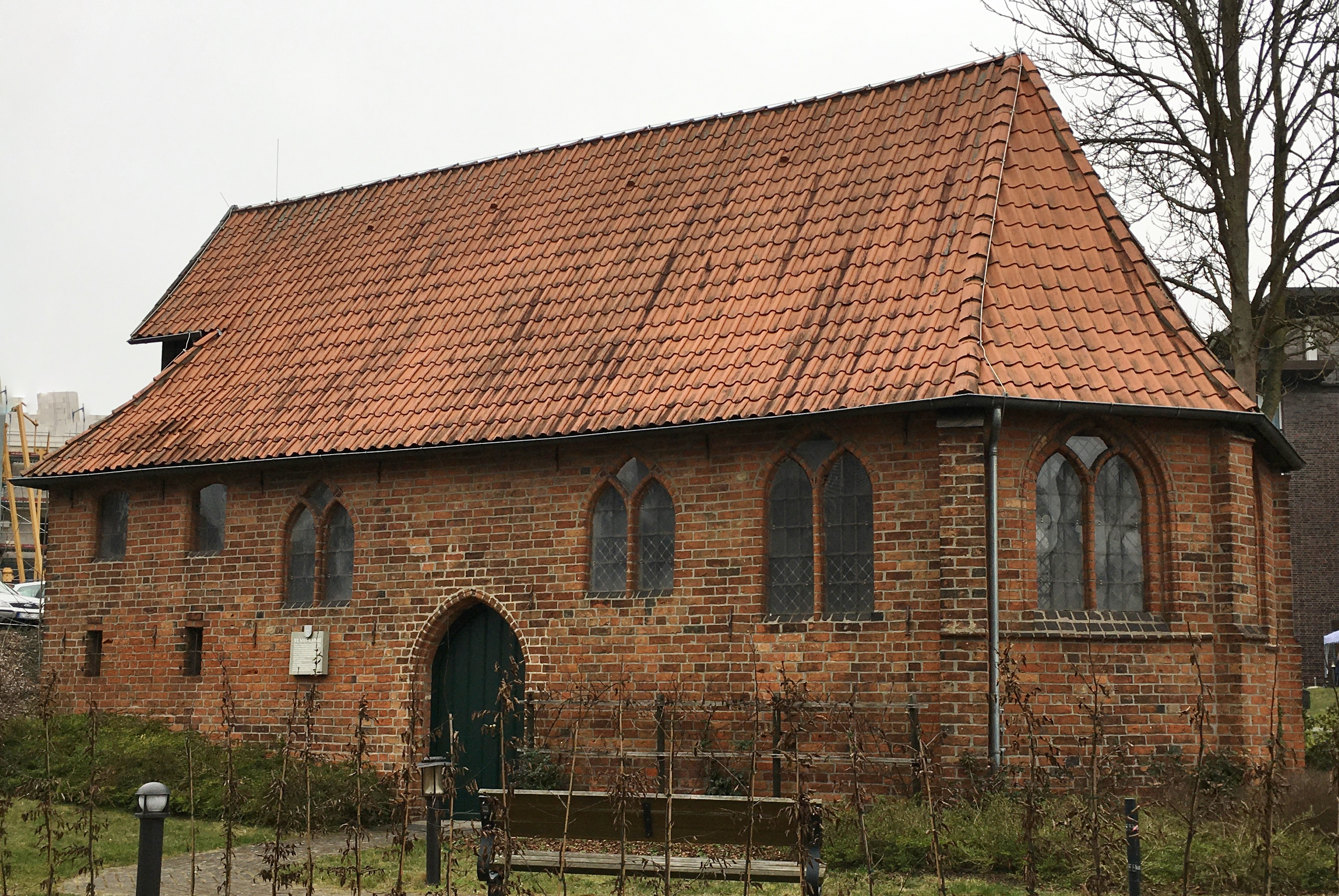
St.-Viti-Kapelle in Uelzen

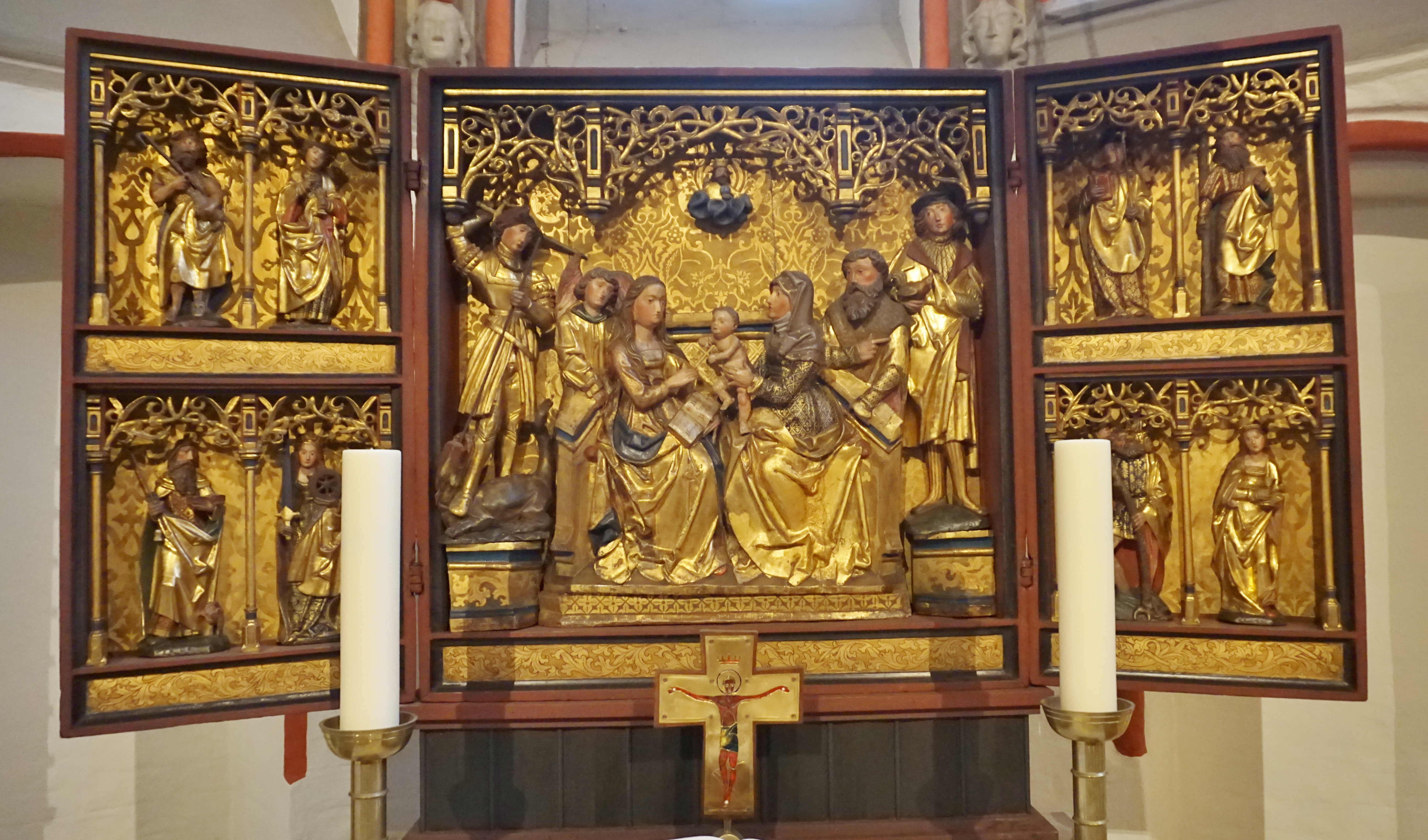
Uelzener Annenaltar, ehemaliges Ausstattungsstück der Kapelle

Die St.-Viti-Kapelle ist ein gotisches Kapellengebäude in der niedersächsischen Hansestadt Uelzen. Die säkularisierte Kapelle befindet sich heute im Besitz der Stadt Uelzen und wird für standesamtliche Trauungen genutzt.

## Geschichte
1406 stiftete der Probst Robert von Nortlo ein Leprosenspital, das nördlich der Stadtmauer errichtet wurde. Der Bau der zugehörigen St.-Viti-Kapelle begann 1406 und wurde nach unterschiedlichen Quellen 1409 oder 1412 fertiggestellt. Damit zählt sie zu den ältesten Gebäuden der Stadt.
Um 1420 erhielt die Kapelle wertvolle Glasmalereien, die sich seit 1890 in der Heiligen-Geist-Kapelle in Uelzen befinden.
Im Jahr 1506 wurde das St.-Viti-Retabel in einer Lüneburger Werkstatt geschaffen. Das Retabel ist ein wertvoller Annenaltar und wurde der Kapelle vermutlich durch Dederikus Lembeke gestiftet. Im Jahr 1949 wurde das Retabel aus der Kapelle entfernt und in die wenige hundert Meter südlich gelegene Kirche St. Marien gebracht, wo es in der 1357 errichteten Apostel-Kapelle aufgestellt wurde.
Ab 1965 wurde die Kapelle zeitweise von der Landespolizeischule Niedersachsen und später der Bereitschaftspolizei Uelzen genutzt. Im Jahr 2000 wurde die Kapelle zunächst an eine Privatperson verkauft, bevor die Stadt Uelzen 2010 das Gebäude erwarb.
Seit 2016 wird die Kapelle nach einer grundlegenden Renovierung von der Stadt für standesamtliche Trauungen genutzt.

## Architektur
Die Kapelle ist ein kleiner einschiffiger Backsteinbau mit einem dreiseitigen Chorschluss und ist mit hochangesetzten spitzbögigen Fenstern mit Maßwerk ausgestattet.
Der schlichte Innenraum wird von einer Holzbalkendecke überspannt und das Dach der Kapelle ist mit roten Dachziegeln gedeckt.
Bei Trauungen bietet die Kapelle Sitzplätze für 40 Personen.